# Джейсон Вурхіз
Джейсон Вурхіз (англ. Jason Voorhees) — вигаданий персонаж, головний лиходій фільмів серії «П'ятниця, 13-е», маніяк-вбивця, відомий своїми кривавими способами розправ над жертвами. «Фірмове» знаряддя вбивства — мачете. Вперше проявляється у фільмі «П'ятниця, 13-те» (1980 року) як син Памели Вурхиз — кухарки в таборі на «Кришталевому озері» — роль зіграв Арі Леман. Творець персонажа — сценарист Віктор Міллер, також в роботі над образом брали участь Рон Куртц, Шон Каннінгем і Том Савіні. За первинним задумом, Джейсон повинен був з'явитися лише в епізоді, а не стати головним героєм. Згодом персонаж з'явився в багатьох книгах, коміксах, а також було видано у вигляді іграшок та іншої продукції нарівні з Фредді Крюгером, зустріч з яким відбулася у Джейсона в фільмі-кросовері «Фредді проти Джейсона».

## Загальні відомості
Герой представлений антагоністом серії, який переслідує і вбиває інших персонажів, а також представляє психологічні загрози для окремих персонажів, як це було у фільмі «П'ятниця, 13-те: Новий початок». Після виконання ролі Леманн, роль зіграло безліч акторів. В результаті, це вплинуло на відгуки критиків і глядачів щодо образу персонажа. Каскадер Кейн Ходдер зіграв роль частіше за інших — в чотирьох фільмах серії.
Протягом всієї серії зовнішній вигляд Вурхиза змінювався кілька разів через те, що над серією працювали різні фахівці з гриму і візуальних ефектів, включаючи Стіна Вінстона. Дизайн Тома Савіні був основою для пізніших варіацій. Знаменита хокейна маска з'явилася лише в третьому фільмі. Починаючи з «П'ятниця, 13-е: Джейсон живий» автори наділили маніяка надприродними силами, можливістю регенерації та практично повною невразливістю. Його жага вбивства пояснювалася тим фактом, що маніяк карав героїв за аморальну поведінку, що включало заняття позашлюбним сексом, використання психотропних препаратів та інше, а також мстився за свою трагічну загибель ще дитиною. Ім'я маніяка було згадано в багатьох фільмах і телесеріалах, персонаж з'явився на сторінках гумористичних журналів, а також пародійних тв-шоу, а також став натхненням для створення хорор-панк групи. Кілька версій персонажа були випущені у вигляді іграшок, а хокейна маска є одним із найбільш упізнаваних атрибутів в масовій культурі.

## Біографія
Вперше Джейсон Вурхиз з'являється в баченні головної героїні Еліс (у виконанні Едріан Кінг) першого фільму. У наступних фільмах серії Джейсон стає головним антагоністом. Крім фільмів, було випущено безліч коміксів і романів, які розширили міфологію всесвіту.

## Фільми
Перша поява Джейсона відбулося в картині «П'ятниця, 13-е», що вийшла 9 травня 1980 року. Джейсон не є вбивцею в цьому фільмі, він лише показаний в спогадах своєї матері, Памели Вурхиз (Бетсі Палмер), а також в галюцинаціях головної героїні Еліс. Хоча Джейсон і не є безпосередньо учасником подій, його персонаж є одним з головних протягом фільму — місіс Вурхіз, кухар у таборі у «Кришталевого озера», мстить за смерть сина, що трапилася з вини безвідповідальних вожатих.
У продовженні фільму «П'ятниця, 13-те, частина 2», що вийшов в 1981 році, глядачі дізнаються, що Джейсон не потонув в озері. Він виріс в юнака і, ставши свідком вбивства матері, мстить вижившій Еліс. Потім Джейсон повертається до «Кришталевого озера», де немов хижак тваринного світу, охороняє свою територію від чужинців. П'ять років по тому група підлітків приїжджає в табір, щоб підготувати його до відкриття. Однак їх одного за іншим вбиває Джейсон, який носить на голові мішок. Джіні Філд (чию роль виконала Емі Стіл) виявляється єдиною, хто вижив — дівчина натрапляє на хатину глибоко в лісі, де виявляє голову місіс Вурхиз і безліч трупів людей, убитих Джейсоном. Дівчині вдається дати Вурхіза відсіч, а саму Джіні в неосудному стані відвозить геть «Швидка допомога».
У фільмі «П'ятниця, 13-те, частина 3» в 3D (1982) Джейсон насилу оговтується від ран, отриманих в результаті боротьби з Джіні, і знову ховається в лісах. В цей же час молода дівчина Кріс Хіггінс (у виконанні Дани Кіммелл) повертається до озера разом з друзями і своїм найкращим другом Ріком. Джейсон вбиває кожного, хто встає на його шляху, ховаючись в коморі. Крім того, в цій частині Джейсон знаходить легендарну хокейну маску, яка з тих пір стала візитною карткою персонажа. Кріс завдає Джейсону удар сокирою по голові, і тіло маніяка лежить бездиханним, а Кріс божеволіє.
«П'ятниця, 13-те: Остання глава» (1984) продовжує події третього фільму — тіло Джейсона відвозять в морг, де маніяк приходить до тями і вбиває кількох людей з персоналу лікарні, а потім повертається на «Кришталеве озеро». Тим часом, новими жертвами Джейсона стає чергова компанія, в'їхала в будинок, що стоїть по сусідству з будинком, де живуть хлопчик Томмі Джарвіс (Корі Фельдман), його сестра Тріш (Кімберлі Бек) і їх матір. У фінальній сцені Томмі вбиває Джейсона його ж власним мачете.
У картині «П'ятниця, 13-е: Новий початок» (1985) глядачі дізнаються історію підріс Томмі, якого відправляють у табір, де утримуються діти з психічними розладами. Томмі (Джон Шепард) одержимий страхом, що Джейсон може повернутися, не дивлячись на те, що за запевненнями місцевих властей, тіло маніяка кремували. Незабаром відбувається низка вбивств, винуватцем яких виявився імітатор Рой Бернс (Дік Вайенд). Сам персонаж Джейсона з'являється у фільмі лише в галюцинаціях Томмі.
У шостому фільмі — «П'ятниця, 13-е: Джейсон живий» (1986) — Томмі (Том Меттьюз) звільняють з лікарні, і юнак спрямовується до могили Джейсона на кладовищі недалеко від «Кришталевого озера», щоб переконатися в тому, що той мертвий. Але розряд блискавки оживляє маніяка, буквально повстав з мертвих і придбав надздібності. Джейсон повертається до табору, який тепер перейменований в «Форест Грін» і починає нову хвилю вбивств. У фіналі фільму Томмі за допомогою Меган — дочки місцевого шерифа, приковує маніяка до ланцюга і відправляє на дно озера.
«П'ятниця, 13-е: Нова кров», випущена в 1988 році, розповідає про події, які сталися через якийсь час після подій шостого фільму. Джейсона випадково звільняє з ув'язнення дівчина Тіна Шепард (Лар Парк Лінкольн), що володіє телекінетичними здібностями. Джейсон знову починає полювання на мешканців будинків на березі Кришталевого озера, і після битви з Тіною знову виявляється на дні озера, куди його затягує привид загиблого батька Тіни.
У картині «П'ятниця, 13-е: Джейсон штурмує Манхеттен» (1989) Джейсон знову повстає з мертвих і пробирається на корабель зі школярами-випускниками — човен з вод озера направляється в Нью-Йорк. Прибувши до великого міста, маніяк вбиває всіх пасажирів корабля, крім Ренні (Дженсен Даггетт) і Шона (Скотт Рівз). Він переслідує їх по каналізаційним каналах, а потім токсичні води трансформують маніяка в маленького хлопчика, який тоне, не впоравшись з потоком.
У фільмі "Остання п'ятниця. Джейсон відправляється в пекло "(1993) по студійним канонам маніяка вдруге офіційно вбивають. За непоясненим причин, Джейсон знову воскрес і повернувся до Кришталевого озера, де його переслідує ФБР. Агенти ловлять маніяка і підривають його. Частини тіла доставляють до місцевого моргу, проте містичним чином дух Джейсона переселяється з одного тіла в інше. Також в картині з'являються зведена сестра Джейсона і його племінниця Джессіка Кімбл, і, як розуміють глядачі, Джейсону потрібні його родичі, щоб повернути своє тіло. В кінці фільму Джессіка відправляє маніяка в пекло.
Дія фільму «Джейсон X» (2002) починається в 2010 році: Джейсон знову воскрес нез'ясовним шляхом, і уряд США проводить експерименти над маніяком, вивчаючи його надприродні здібності. Вчені дійшли висновку, що він володіє регенеративними можливостями — тільки це пояснює факт, що Джейсон постійно повертається до життя. Джейсон збігає, вбиваючи всіх на своєму шляху. Однак одна вижила, Роуен (Лекса Дуіг), примудряється заманити Вурхиза в криогенну камеру. 445 років по тому група студентів знаходить тіло Джейсона і розморожують його. Опинившись на борту космічного корабля, Вурхиз одного за іншим вбиває членів екіпажу. Він також знаходить і використовує якісь нанотехнології, які дозволяють встановити металеві імплантати в його тіло, які надають йому неймовірну силу. В кінці фільму його тіло викидається у відкритий космос і він згоряє в атмосфері.
Дія фільму «Фредді проти Джейсона» (2003) відбувається до подій «Джейсон X». У картині він зустрічає Фредді Крюгера (Роберт Инглунд) — головного антагоніста серії фільмів «Кошмар на вулиці В'язів», надприродного маніяка, який вбиває своїх жертв уві сні. Крюгер слабшає, тому що жителі міста Спрінгвуд забули про нього. Тоді Крюгер приймає вигляд Памели Вурхиз і направляє Джейсона в Спрінгвуд, щоб нагадати про себе. Але незабаром Крюгер розуміє, що Джейсона важко контролювати, і підлітки в першу чергу бояться Джейсона. Битва, що відбулася між маніяками як в світі снів, так і в реальному світі, закінчується на березі «Кришталевого озера». Хто переміг в даній сутичці, залишається для глядачів загадкою — у фінальній сцені Джейсон виходить з вод озера, несучи в руці відрубану голову Крюгера, який підморгує глядачам, а потім чується його сміх.
У рімейку 2009 під назвою «П'ятниця, 13-е» Джейсон стає свідком того, як його мати обезголовлює одна з вожатих. Хлопчик росте один в лісі поруч з «Кришталевим озером». Подорослішавший Джейсон (Дерек Мірс) викрадає і тримає в ув'язненні в лісовому будиночку Уїтні Міллер (Аманда Рієтті), дівчину, неймовірно схожу на його матір. Кілька місяців по тому її брат Клей (Джаред Падалекі) приїжджає в ці краї, щоб знайти сестру. У фіналі картини Уїтні використовує своє схожість з Памелою, щоб перемогти Джейсона, встромивши йому в груди його власний мачете.Але він попри це вижив.Кількість вбивств у цій частині 12 та з двома невідомо що сталося.
У 2015 році вийшов короткометражний фільм «Джейсон Вурхиз проти Майкла Майєрса», в якому два кінолиходія вступають в сутичку.

## Книги
Вперше Джейсон з'являється в романі-новеллізації 1982 роки для фільму «П'ятниця, 13-е. Частина 3 в 3D», написаному Майклом Аваллон. У книзі автор використовує альтернативний кінець картини, в якому Кріс, що знаходиться в каное, чує голос Ріка і направляється до будинку. Коли дівчина відкриває двері, вона бачить всередині Джейсона з мачете, який відрубує їй голову. У наступному романі Саймона Хоука — новелізації фільму «П'ятниця, 13-е: Джейсон живий», випущеної в 1986 — який також написав видані в 1987 і 1988 роках романи за першими трьома фільмами. У романі «Джейсон живий» читачі знайомляться з Еліасом Вурхизом, батьком Джейсона, який повинен був спочатку з'явитися в першому фільмі, але боси студії відмовилися від цієї задумки. У книзі Еліас спалює тіло Джейсона, а не кремує.
У 1994 році виходить серія молодіжних романів «Історії табору у Кришталевого озера» (англ. Tales From Camp Crystal Lake) під загальною назвою «П'ятниця, 13». У цих книгах Джейсон не виникає, а головними лиходіями стають люди, які, одягнувши маску Джейсона, стають одержимими духом маніяка.
У 2003 і 2005 роках видавництво «Black Flame» випустило новелізації фільмів «Фредді проти Джейсона» і «Джейсон X», відповідно [32] [33]. Крім того, в 2005 році виходить серія романів «Джейсон X», які є продовженням однойменного фільму. Серія складаються з роману-адаптації та чотирьох сіквелів. У романі «Експеримент» (англ. The Experiment) уряд США вивчає маніяка, щоб створити расу супер-солдатів. «Планета монстра» (англ. Planet Of The Beast) розповідає про спроби доктора Бардокса і його команди клонувати знаходиться в комі Джейсона, проте маніяк незабаром прокидається від сну. У книзі «Смертельна місяць» (англ. Death Moon) Джейсон виявляється в Американському Лунном Таборі. В останньому романі під назвою «Третє пришестя» (англ. To The Third Power) з'ясовується, що у Джейсона є син, що зародився завдяки штучному заплідненню.
В однойменній серії книг, також виданої «Black Flame», дія не прив'язане до подій фільмів, і розповідає про подальші пригоди персонажа. Перша книга «Храм святого психопата» (англ. Church Of The Divine Psychopath) розповідає про релігійному культі, створеному навколо маніяка, а також про те, як цей самий культ повернув Вурхиза до життя. У романі «Пекельне озеро» (англ. Hell Lake) Джейсон зустрічає в пеклі душу недавно страченого серійного вбивці Уейна Санчеса, який переконує Джейсона допомогти йому повернутися на Землю. У "Ненависть і вбивство. Все по колу! «(Англ. Hate-Kill-Repeat) двоє фанатиків-вбивць намагаються знайти Джейсона біля берегів» Кришталевого озера ", вважаючи, що вони втрьох повинні позбавити Землю від грішників. У книзі «Ген Джейсона» (англ. The Jason Strain) Вурхиз виявляється на одному острові з засудженими до довічного ув'язнення злочинцями, які беруть участь в реаліті-шоу на виживання. У романі «Карнавал вбивць» (англ. Carnival Of Maniacs) Памела Вурхиз повстає з могили в пошуках свого сина, який став частиною мандрівної виставки, де маніяка збираються продати тому, хто більше заплатить. Цей кіно фільм придумав Губинець Іван Микотайович.